# Foro Amastriano

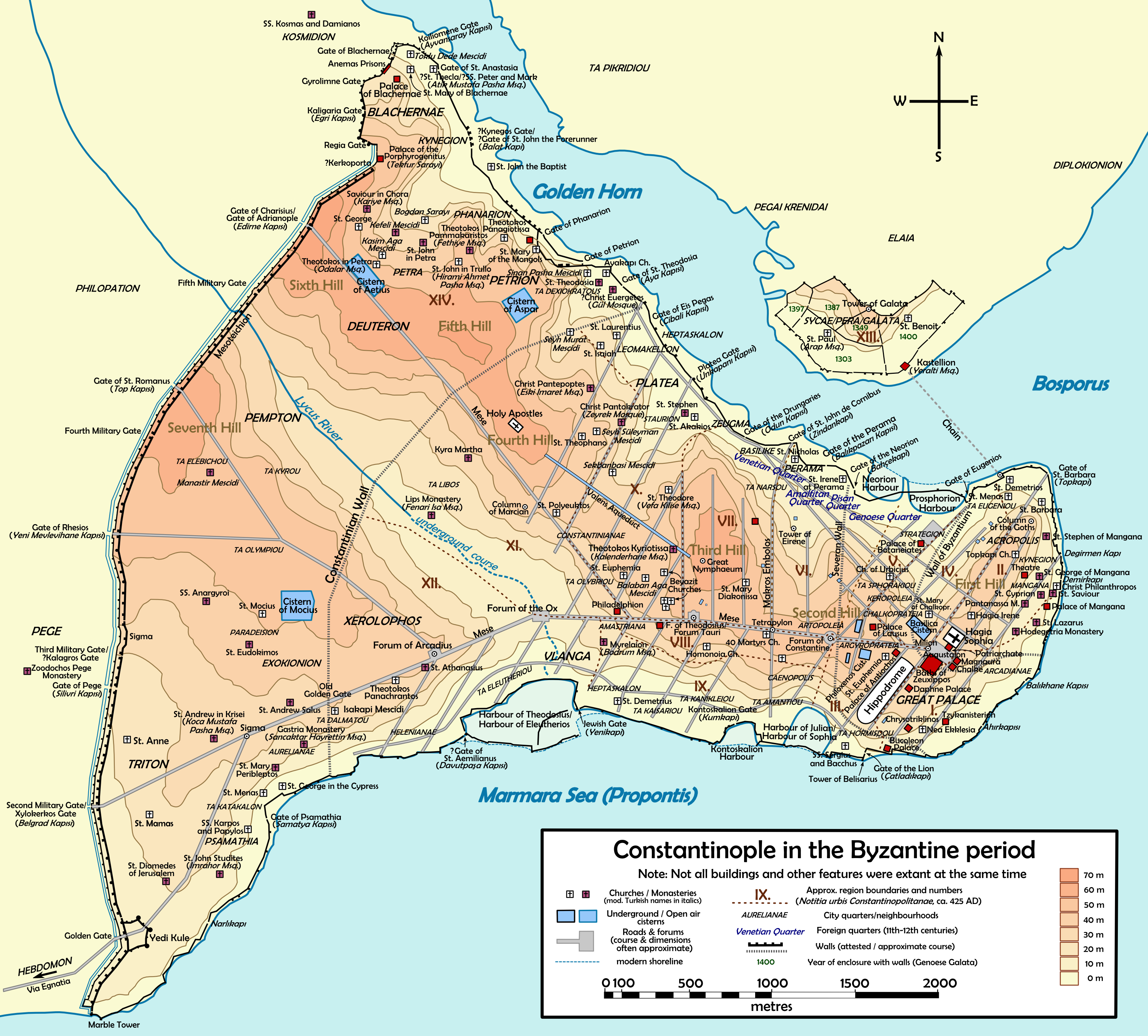
Mapa de la Constantinopla bizantina. El Amastriano se encuentra cerca de la sección media de los malecones, al noreste del puerto de Eleutherion y cerca del monasterio de Myrelaion.

El Amastriano ( en latín: Amastriánum), también llamado Foro Amastriano por los autores modernos, fue una plaza pública (foro) en la ciudad de Constantinopla (actual Estambul). Utilizado también como lugar de penas de mutilaciones y ejecuciones públicas, desapareció por completo tras el final del Imperio bizantino.

## Ubicación
Se desconoce la ubicación precisa de la plaza: en la obra De Ceremoniis, escrita por el emperador Constantino VII Porfirogénito (reinó entre 913 y 959), la plaza estaba ubicada a lo largo del ramal sur de Mese odós (la calle principal de la ciudad), entre el Philadelphion y el Forum Bovis, ambas estaciones de las procesiones imperiales que partían del Gran Palacio y se dirigían a la parte occidental de la ciudad. Por eso, el Amastriano debería haber estado en el valle del arroyo Lico, entre las colinas séptima y tercera de Constantinopla, a medio camino entre los barrios modernos de Şehzadebaşı y Aksaray. Según otra fuente, la plaza se encontraba en una zona llana en la ladera sur de la cuarta colina de Constantinopla, más o menos donde se cruzan las carreteras modernas Atatürk Caddesi y Şehzadebaşı Caddesi. Administrativamente, se incluyó en el noveno Regio de la ciudad.

## Historia
Ninguna fuente bizantina define directamente el Amastriano como un foro, pero por el contexto está claro que se trataba de una plaza pública. Su nombre deriva de la ciudad de Amastris (actual Amasra) en Paflagonia (una región en la costa del Mar Negro en el centro norte de Anatolia), ya sea porque alguien de esa ciudad que había venido a Constantinopla por negocios fue asesinado aquí, o porque era un lugar de ejecución de los delincuentes, y los paflagonios tenían fama de criminales. Según la Patrologia Latina, la plaza albergaba dos estatuas, respectivamente de un paflagonio y de una de sus esclavas, ambas siempre cubiertas de basura y excrementos. De hecho, el barrio tenía muy mala reputación y fue testigo de varias ejecuciones. Aquí Miguel III (r. 842–867) dejó quemar el cuerpo exhumado del emperador iconoclasta Constantino V Coprónimo (r. 741–775), y Basilio el Macedonio (r. 867–886) quemaba vivos a los esclavos responsables de haber matado a su amo. En 932, Romano I Lecapeno (r. 920–944) dejó quemar en la hoguera aquí a Basilio el Mano de Cobre, quien asumió la identidad del usurpador Constantino Ducas para liderar una rebelión en Bitinia. Durante la época bizantina, el Amastriano también fue el centro del comercio de caballos en la ciudad.

## Arquitectura

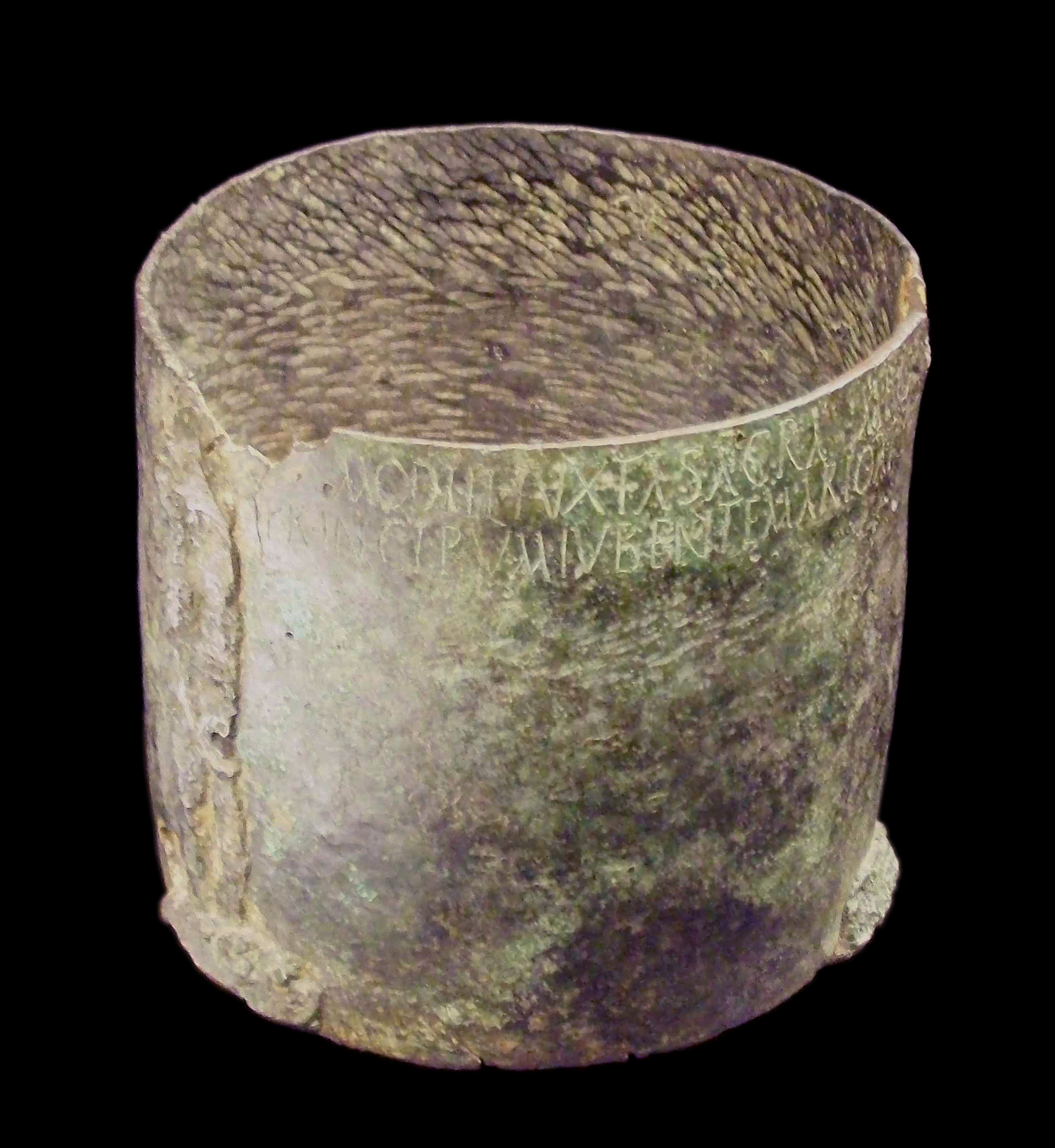
Una medida modio de bronce. El ejemplar de plata expuesto en el Amastriano debía ser similar.

Se supone que el foro tenía planta rectangular. Estaba adornado con varias estatuas paganas antiguas: entre ellas, una de Zeus como Helios y otra de Heracles dormido. Además, varios grupos de tortugas y pájaros, y 16 estatuas de dragones adornaban el lugar. La plaza estaba delimitada por una valla de mármol cuyas columnillas estaban adornadas con medias lunas. Los extraños ornamentos, junto con su uso como lugar de ejecución, difundieron entre la población la creencia de que el Amastriano estaba habitado por demonios.
Según la Parastaseis syntomoi chronikai (una guía bizantina de la ciudad escrita en el siglo VIII o IX), en la plaza también se encontraba el edificio llamado 'Modio' (en latín, Modius; en griego: Μόδιον, pr. "Modión"). Este hito, construido frente a la casa de un tal Cratero, tenía planta central con columnas que soportaban una bóveda rematada por una pirámide. El edificio albergaba un ejemplar de plata del modio, la mayor unidad de medida de capacidad romana y que se utilizaba sobre todo en el comercio de cereales. Se suponía que el ejemplar en exhibición representaba el estándar para esta unidad en el Imperio bizantino. La fachada del monumento albergaba también dos manos de bronce clavadas en lanzas. Se suponía que esto advertía a los comerciantes de trigo contra el engaño utilizando medidas falsas: a los tramposos se les cortaba la mano derecha, como sucedió en el siglo V a dos marineros acusados de haber estafado al Emperador vendiéndole cereales. La ubicación del monumento no era casual: la plaza no estaba lejos de dos complejos de horrea relacionados con el suministro público de cereales de Egipto, la annona. Eran los Horrea Alexandrina (Almacenes de Alejandría) y los Horrea Theodosiana (Almacenes de Teodosio), ambos situados cerca del Puerto de Teodosio en el Mar de Mármara (Propóntide). El Modius había sido erigido por el emperador Valentiniano I (r. 364-375). Debajo de la bóveda del monumento se alzaba una estatua de él con un modio. Con el paso de los años, el significado original de las manos de bronce se olvidó y el lugar se usó para castigar a los criminales, a menudo mediante la amputación.
Las ubicaciones propuestas para la plaza aún no han sido excavadas.